# Чельцов-Бебутов Михайло Олександрович
Чельцов-Бебутов Михайло Олександрович (князь Бебутов, Чельцов) (нар.1 квітня 1890, Тифліс, тепер Тбілісі, Грузія — пом.2 лютого 1973, Москва) — український та російський правознавець, доктор юридичних наук з 1942 року, професор з 1926 року.

## Життєпис
Чельцов-Бебутов народився 1 квітня 1890 року в Тифлісі, тепер місто Тбілісі. Походив з князівського роду Бебутових — вірменський князівський рід Грузії, родовід яких починається з Ашхар-Бека, вірменина, тифліського меліка (градоначальника) в часи царювання грузинського царя Теймураз II.
Закінчив 1907 року кадетський корпус у Тифлісі та у 1914 році юридичний факультет Київського університету. В січні 1915 зарахований молодшим кандидатом на судові посади при Київському окружному суді а з квітня того ж року — при Київській судовій палаті. Одночасно з травня 1915 року був професорським стипендіатом Київського університету (кафедра кримінального права і процесу). В судовій палаті працював до її закриття у грудні 1918: в. о. помічника секретаря кримінального департаменту, старшим кандидатом на судові посади, в. о. секретаря і з листопада 1917 року — секретарем кримінального департаменту.
Прослуживши деякий час у Червоній армії, працював на різних посадах у ряді установ та організацій у тому числі судових. Від травня 1922 року — у Київському інституті народного господарства: читав окремі курси; штатний викладач, а з жовтня 1926 по вересень 1930 року — штатний професор кримінального права і кримінального процесу та зав. юридичної клініки. Від жовтня 1930 по вересень 1931 викладав курс промислового права в Київському інституті обліку та розподілу. Одночасно (1928–1929) входив до складу секції кримінального права Комісії для вивчення радянського права ВУАН. З 1928 року брав також участь у роботі кафедри кримінології при Київському інституті науково-судової експертизи. В наукових дослідженнях Чельцов-Бебутов цього періоду, які публікувалися переважно в часописах «Вісник радянської юстиції» та «Техніка, економіка, право», вчений аналізував кримінальний та кримінального-процесуальний кодекси, прийняті у ході першої кодифікації радянського законодавства, порушував актуальні на той час питання співвідношення доцільності та законності, правосвідомості й кримінального кодексу, застосування аналогії в кримінальному кодексі. Чельцов-Бебутов створив курс «Радянський кримінальний процес» (в. 1—2, 1928—29) і підручник «Кримінальний процес» (1929) для низових працівників юстиції та прав, самоосвіти.
На початку 30-х років Чельцов-Бебутов переїхав до Москви, де впродовж 1934–1937 працював прокурором у Прокуратурі СРСР. Одночасно викладав у Московському юридичному інституті, Інституті Прокуратури СРСР, Всесоюзній прававовій академії та Всесоюзному юридичному заочному інституті. До останнього з цих навчальних закладів Чельцов-Бебутов у 1940 перейшов на постійну роботу, захистив докторську дисертацію. На початку 1940 років Чельцов-Бебутов читав цикл лекцій на юридичному факультеті Львівського університету.

## Доробок
Чельцов-Бебутов був відомим знавцем історії суду і судочинства, якій присвятив найголовнішу працю свого життя «Курс радянського кримінально-процесуального права. Нариси з історії суду та кримінального процесу в рабовласницьких, феодальних і буржуазних державах» (1957, 1995).

### Вибрані праці
- «Соціалістична правосвідомість і кримінальне право революції» (1924),
- «Злочин і покарання в історії і в радянському праві» (1925),
- «Мета кримінального процесу та організація остаточного провадження» (1925),
- «Анатоль Франс як криміналіст» (1930),
- «Віддання до суду» (1944),
- «Цивільний позов у кримінальному процесі» (1945),
- «Обвинувачений та його свідчення в радянському кримінальному процесі» (1947),
- «Захист у кримінальних справах» (1948),
- «Радянський кримінальний процес» (1948, 1951, 1962),
- «Настільна книга слідчого» (1949),
- «Проведення експертизи в радянському кримінальному процесі» (1954),
- «Посібник для адвокатів» (1954),
- «Кримінальний процес» (1969).

Він брав активну участь у написанні науково-практичних коментарів до Кримінального і Кримінально-процесуального кодексів СРСР та в підготовці проекту Основ кримінального судочинства Союзу РСР і союзних республік у 1958 році.